# Eunica
A Eunica é um gênero de borboletas.

## Espécies
- Eunica bechina